# Penzance
Penzance (kornijsko Pennsans) je mesto, civilna župnija in pristanišče v Cornwallu v Angliji. To je najbolj zahodno glavno mesto v Cornwallu [2] in leži 480 km jugozahodno od Londona v zavetju zaliva Mount, na jugovzhodu meji na Rokavski preliv, na zahodu na ribiško pristanišče Newlyn, na severu na civilno župnijo Madron in na vzhodu na  civilno župnijo Ludgvan.
Kraljev statut je kraj dobil leta 1512, status mesta leta 1614, po štetju leta 2011 ima 21.200 prebivalcev.

## Toponim
Penzance (Pennsans) ali "sveti rt" v kornijščini se sklicuje na lokacijo kapele, ki se danes imenuje St. Anthony in naj bi stala pred več kot tisoč leti na zahodu, kjer je danes pristanišče Penzance. Ni dokumentov, ki bi omenjali svetega Antona. Zdi se, da je to v celoti neutemeljeno. Edini preostali predmet iz te kapele je vklesan lik, znan kot "St. Raffidy", ki je večinoma erodiran in ga lahko najdemo v župnijski cerkvi device Marije v bližini prvotnega kraja kapele.  Do 1930-ih se je zgodovina kazala tudi v izbiri simbola mesta, odsekana "sveta glava" svetega Janeza Krstnika. To je še vedno mogoče videti na državljanskih znakih župana mesta Penzance in na več pomembnih krajih v mestu.

## Geografija
Penzance leži v zalivu Mount, kjer se vode Rokavskega preliva (La Manche) mešajo z vodami Atlanskega oceana. 
To je skrajni zahod polotoka Cornwall. 

## Zgodovina
Penzance je dobil status trga leta 1404, status mesta pa leta 1614, ki mu ga je podaril kralj Jakob I.
Penzance ima izrazito enakomerno podnebje, ki omogoča številnim subtropskim rastlinam, da cvetijo, zato vzgajajo zgodnjo zelenjavo in cvetje, še posebej na arhipelagu Scilly v Atlantskem oceanu, oddaljenem 56 km jugozahodno, za katerega  je Penzance glavna prometna točka in zveza s svetom.
Bližnje majhno ribiško naselje Newlyn radi obiskujejo umetniki. Penzance je znan kot eno redkih angleških mest, ki so ga v 17. stoletju večkrat oropali pirati kot nezaščiteno mesto, oddaljeno od večjih središč. 
To je spodbudilo viktorijanska avtorja Gilberta in Sullivana, da sta napisala opereto Pirati iz Penzanca. 

## Gospodarstvo
Gospodarstvo Penzance je kot mnoge kornvalske skupnosti  imelo precejšnjo škodo zaradi upada ribištva, rudarstva in kmetijstva. Penzance ima zdaj razvito lahko industrijo, turizem in maloprodajo. Stanovanja so še vedno razmeroma draga, plače so nizke, stopnja brezposelnosti je visoka. 

### Rudarstvo
Ko je rudarstvo postalo bolj zapleteno, je bila leta 1890 ustanovljena rudarska šola (Science School). Leta 1910 je bila združena z rudarsko šolo v Cambornu in Redruthu in nastala je šola kovinskega rudarstva v Cambornu, zdaj znana kot Camborne School of Mines. Je del univerze v Cornwallu s kampusom v Tremoughu v Falmouthu. Do leta 1663 je bila v mestu Penzance kovnica , odgovorna za obdavčitev kositra v imenu vojvodstva Cornwall; ta status je imela 176 let.  William Pryce leta 1778 v svoji knjigi Mineralogia Cornubiensis piše, da je kovnica v Penzancu skovala več kositra kot mesta Liskeard, Lostwithiel in Helston skupaj.
Ob obali mesta poleg območja, imenovanega Wherrytown, je bil podmorski rudnik. Rudnik Wheal Wherry je delal od 1778 do 1798 in ponovno od 1836 do 1840.  Ustanovil ga je 57-letni rudar po imenu Thomas Curtis, ki je dejal, da je "zelo bogat v globini" in je bil povezan z obalo z lesenim mostom; rudo so prevažali s čolnom. Rudnik je bil poškodovan leta 1798, ko je ameriška ladja zlomila sidro v bližini Newlyna in se zaletela v most in glavo konstrukcije. Kasnejši poskusi rudarjenja niso bili tako donosni. 
V 19. stoletju in do leta 1912 je imel Penzance največjo talilnico kositra v Cornwallu, ki jo je upravljala družina Bolitho. Posledica te koncentracije rudarskega bogastva je bila, da je Penzance postal središče komercialnega bančništva. Banka Bolitho (zdaj del banke Barclay)  in banka Penzance sta bili dve izmed največjih, slednja je sicer propadla leta 1896.

## Znamenitosti
Velik del mesta je zaščiten v lokalnem načrtu Penwith , ki ga urejajo posebni zakoni. Sedanje zaščiteno območje obsega večino jedra mesta in zgodovinskih pristanov območja Newlyn in Mousehole. V mestu so številne gregorijanske in regentske stavbe.
Market House in Staro mestno hišo (1836–1838) na Judovski ulici je oblikoval William Harris v neogrškem slogu. Ima velik jonski portik in je prekrit s kupolo. Za banko Lloyds je bila v letih 1922 in 1925 zelo spremenjena.
Nekdanja glavna Kapelska ulica (Chapel Street) ima številne zanimive stavbe, tudi Egiptovsko hišo, hotel Union (z gregorijanskim gledališčem, ki ni več v uporabi) in Branwellovo hišo, v kateri, kjer sta nekoč živeli mati in teta znanih sester Brontë. Gregorijansko gledališče je bilo zgrajeno okoli leta 1787, zaprto je bilo leta 1831. Pravijo, da je bila v njej objavljena Nelsonova zmaga pri Trafalgarju.  Regentske in gregorijanske terase in hiše (na Regentskem trgu in Clarencevi ulici) so pogoste v nekaterih delih mesta. Bližnji subtropski park Morrab ima veliko dreves in grmovnic, od katerih jih veliko ni mogoče gojiti na prostem nikjer drugje v Veliki Britaniji. Zanimiva je obala s svojo promenado in bazenom na prostem z morsko vodo Jubilee Pool (eden izmed najstarejših ohranjenih bazenov dekorativne umetnosti v državi), zgrajen v obdobju razcveta mesta kot modnega obmorskega letovišča. Bazen je oblikoval stotnik F. Latham, inženir v mestnega sveta. Odprt je bil leta 1935, v letu srebrnega jubileja kralja Jurija V.  Bazen je uvrščen med zgradbe II. razreda na seznamu, je trikotne oblike z ljubkimi krivuljami in velja za najboljši ohranjeni bazen poleg Saltdean Lida v Brightonu. Bazen je trenutno zaprt, ker je bil poškodovan po neurju februarja 2014. 
Več delov promenade je bilo uničenih zaradi neviht. Zadnja je bila 7. marca 1962 na pepelnično sredo, ko so bili velik del zahodnega dela promenade, bližnji vrt Bedford Bolitho (zdaj park) in vas Wherrytown zelo poškodovani. Na obrobju mesta je Trereife House, uvrščena v II. razred na seznamu, dvorec v slogu kraljice Ane, ki zdaj ponuja nastanitve in gosti dogodke.

## Pomembni prebivalci
V mestu so živeli igralka Thandie Newton, manekenka in igralka Jean Shrimpton in kartograf Jack Richards. Tu se je rodila Maria Branwell, mati treh znanih pisateljic Charlotte Brontë, Emily Brontë in Anne Brontë.

### Sir Humphry Davy
V Penzance se je rodil kemiksir Humphry Davy. Bil je predsednik Kraljeve družbe in je izumil postopek elektrolizo; prvi je izoliral natrij; odkril je dušikov oksid; skupaj s Faradayem je dokazal, da so diamanti narejeni iz čistega ogljika. Danes je morda najbolj znan kot izumitelj varnostne svetilke za rudarje ali Davyjeve svetilke. Njegov kip stoji na vrhu Market Juw Street v bližini hiše, v kateri se je rodil. Glasbeni in matematični kolidž se imenuje po znanstveniku. Robert Dunkin, izdelovalec znanstvenih instrumentov, je Davyja učil osnov praktične znanosti.

## Pobratena mesta
Penzance je pobraten z mesti:
- Concarneau, Bretanja, Francija
- Bendigo, Viktorija, Avstralija
- Nevada City, Kalifornija, ZDA

in
- Cuxhaven, Nemčija. Od 1967 do 1974 je bil Penzance pobraten s Cuxhavenom, čeprav je bil med letoma 1974 in 2009 dogovor prenesen na zdaj propadli okrajni svet Penwitha. Od aprila 2009 je bil dogovor ponovno potrjen.